# Spoltore
Spoltore község (comune) Olaszország Abruzzo régiójában, Pescara megyében.

## Fekvése
A megye északkeleti részén fekszik. Határai: Cappelle sul Tavo, Cepagatti, Montesilvano, Moscufo, Pescara, Pianella és San Giovanni Teatino.

## Története
Első említése a 14. századból származik. A következő századokban nemesi birtok volt. Önálló községgé a 19. század elején vált, amikor a Nápolyi Királyságban felszámolták a feudalizmust. 1928 és 1947 között Pescarához tartozott.

## Népessége
A népesség számának alakulása:

## Főbb látnivalói
- San Panfilo-templom